# Zuid-Limburgse boerderij uit Krawinkel

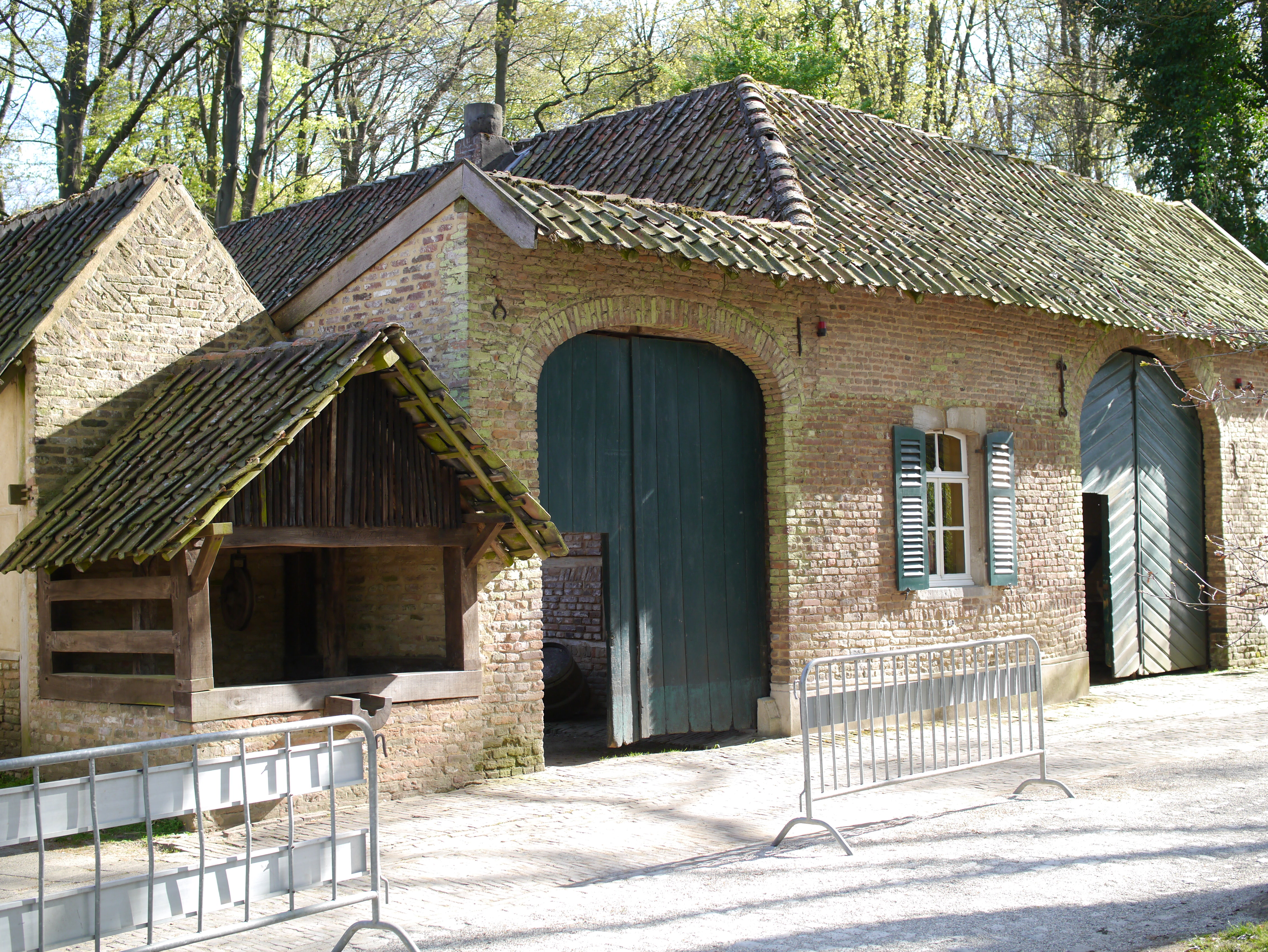
Boerderij en puthuis, Krawinkel

De Zuid-Limburgse boerderij uit Krawinkel is een voormalige boerderij uit de Limburgse buurtschap Krawinkel die tegenwoordig te bezichtigen is in het Nederlands Openluchtmuseum in Arnhem.

## Geschiedenis
De boerderij werd waarschijnlijk rond de 18e eeuw gebouwd in Krawinkel, een buurtschap in de gemeente Geleen. In 1780 werd de boerderij bewoond door de slotenmaker Jean Lemmens met zijn vrouw Judith Geubs en hun kinderen. In dat jaar kreeg het echtpaar de boerderij waarschijnlijk in eigendom, gezien het jaartal en hun initialen boven de toenmalige voordeur.
In 1801 bouwde Lemmens aan de straatzijde een bakstenen kopgevel met hardstenen omlijsting tegen de wand aan. De inrijpoorten waren toen nog niet aanwezig.
Een belangrijke ingreep vond plaats in 1812; zowel de boerderij als het achterliggend land werden gesplitst ten behoeve van de beide kinderen van het echtpaar. Het voorste gedeelte werd door de dochter bewoond. Zij en haar echtgenoot brachten wijzigingen aan in het woongedeelte, bouwden langs het rechter erf bedrijfsruimten, schuren en stallen en de rechter inrijpoort. Op deze manier ontstond een gesloten hof. Het achterste gedeelte werd door de zoon geschikt gemaakt voor bewoning. Hij bouwde eveneens bedrijfsruimten en zo ontstond aan linkerzijde een eigen hof. Aan deze verbouwing herinnert de inscriptie boven hun nieuwe huisdeur. De linker inrijpoort is van latere datum.
De boerderij omvat tevens een waterput (nu alleen ombouw) die indertijd fungeerde als buurtput en die voor de goede bereikbaarheid was gelegen aan de straatzijde.
Omstreeks 1892 werden beide boerderijdelen verkocht en omstreeks 1904 werd van de beide delen weer één geheel gemaakt.

## Museum
In 1928 vond er een uitbreiding plaats van de Staatsmijn Maurits met een cokesfabriek voor gasproductie uit steenkool. De Kloosterstraat in gehucht Krawinkel, die ook de boerderij omvatte, moest hiervoor aan een zijde geheel worden gesloopt. In tegenstelling tot de andere boerderijtjes aan de Kloosterstraat is deze boerderij echter bewaard gebleven. Zij werd in het Nederlands Openluchtmuseum in Arnhem herbouwd. Deze herbouw was erg lastig en achteraf klopte het gebouw niet helemaal. De opzichter verzon als verklaring dat het bouwmateriaal door de war raakte bij een treinongeluk. Uiteindelijk werd de boerderij op het museumterrein op 12 juli 1930 opengesteld.